# Josep Barceló Cassadó
Josep Barceló i Cassadó (Mataró, 1824 - Barcelona, 6 de juny de 1855) fou un filador i dirigent obrer. Va ser executat el 1855 i es convertí així en el primer màrtir reconegut de la classe obrera catalana.
L'estiu del 1854 Barcelona vivia un clima de gran agitació obrera en part per l'anomenat conflicte de les selfactines, unes noves màquines de filar la introducció de les quals provocava importants acomiadaments d'obrers. El 14 de juliol de 1854 una Comissió de les Classes Obreres va decretar el boicot d'aquestes màquines. Els primers dies, en mig de l'agitació política i militar, el moviment derivà cap a la crema d'algunes fàbriques i tallers, tot i que després continuà de forma pacífica. Finalment, Barceló (com a líder de l'Associació de Filadors de Barcelona) es va reunir amb el capità general de Catalunya, Ramón de la Rocha, aconseguint que aquest ordenés la prohibició de les selfactines el 25 de juliol.
En restablir-se la Milícia Nacional per l'arribada al poder dels progressistes, Barceló en fou elegit capità. No en va, s'havia convertit en el dirigent obrer més influent i popular del moment.
L'abril de 1855 Juan Zapatero y Navas fou nomenat com a nou capità general de Catalunya. Immediatament Josep Barceló fou acusat d'haver participat, suposadament, en un crim esdevingut al mas de Sant Jaume d'Olesa de Montserrat. Tot i les seves protestes declarant-se innocent, fou ràpidament sentenciat culpable, malgrat l'absència de proves, en un judici ple d'irregularitats. El dia 6 de juny va ser executat enmig d'una ciutat exaltada i presa militarment.
En aquell clima d'indignació social, poc després es va realitzar la primera vaga general de Barcelona, que el mateix Barceló havia ajudat a organitzar arran de les tensions laborals a l'Espanya Industrial: